# Koei Tecmo Games
Koei Tecmo Games (コーエーテクモゲームス) est une entreprise fondée le 25 juillet 1978 qui exerce son activité dans le développement de jeu vidéo. Elle porta auparavant le nom de Koei. Des filiales aux États-Unis, en Europe, en Chine (Tianjin, Pékin), au Vietnam, au Canada et au Singapour sont placées sous la tutelle de Koei Tecmo Games.

## Description
La société holding Koei Tecmo Holdings est créée le 1er avril 2009 de la fusion des entreprises japonaises  Tecmo et Koei.
Le 1er avril 2010, Koei absorbe Tecmo et devient Koei Tecmo Games. Deux nouvelles filiales individuelles de développement sont fondées sous les anciens noms de Tecmo et Koei. 
Le 1er avril 2011, Koei Tecmo Games absorbe ses filiales de développement Tecmo et Koei,. Koei Tecmo Games continuera à développer des jeux vidéo sous les marques Tecmo et Koei. 

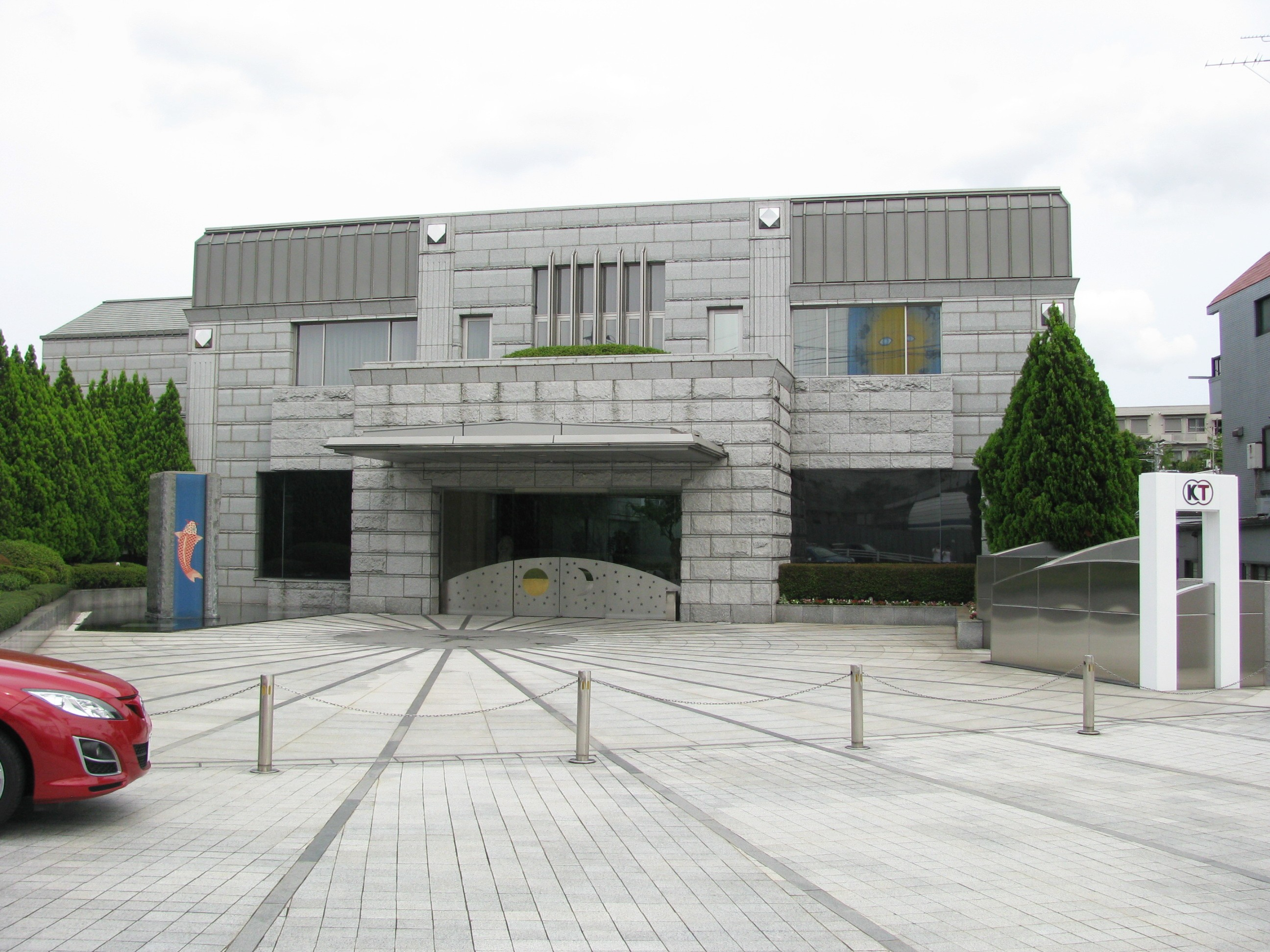
Siège social de Koei Tecmo Koei Games à Yokohama, Kōhoku-ku, Kanagawa, au Japon

## Liste de jeux par ordre chronologique
- Fist of the North Star: Ken's Rage, 2010 (PS3, Xbox 360)
- Quantum Theory, 2010 (PS3, Xbox 360)
- Trinity: Souls of Zill O'll, 2010 (PS3)
- Dead or Alive: Dimensions, 2011 (Nintendo 3DS)
- Samurai Warriors: Chronicles, 2011 (Nintendo 3DS)
- Warriors: Legends of Troy, 2011 (PS3, Xbox 360)
- Pokémon Conquest 2012  (Nintendo DS)
- Ninja Gaiden 3, 2012 (PS3, Xbox 360)
- Dynasty Warriors Vita Inconnu (PlayStation Vita)